# Witold Modelski
Witold Stefan Modelski ps. „Warszawiak” (ur. 11 listopada 1932 w Warszawie, zm. 20 września 1944 tamże) – powstaniec warszawski, łącznik w batalionie „Gozdawa”, najmłodszy (niespełna 12-letni) uczestnik walk powstańczych odznaczony Krzyżem Walecznych.

## Życiorys
W czasie wojny, po spaleniu się ich mieszkania na ul. Nowy Świat, rodzina Modelskich przeniosła się na ul. Leszno, gdzie Witold pozostawał pod opieką matki Jadwigi Marii Modelskiej aż do wybuchu powstania. Na początku sierpnia 1944 przyłączył się do Zgrupowania „Radosław” – batalion „Parasol” – 1. kompania - IV pluton. Po upadku Woli przeszedł na Stare Miasto do Grupy „Północ” – odcinek „Sosna” – batalion „Gozdawa” – 2. kompania „szturmowa” i zakończył swój szlak bojowy na Czerniakowie – Zgrupowanie „Radosław” – Brygada Dywersji „Broda 53” – kompania „Parasol”.
Chłopiec charakteryzował się niezwykłą odwagą. 23 sierpnia odznaczony Krzyżem Walecznych i awansowany na kaprala czasu wojny. Poległ 20 września na Wybrzeżu Czerniakowskim – w domu przy ul. Wilanowskiej 1. Pochowany na cmentarzu Wojskowym na Powązkach w Warszawie, w kwaterach żołnierzy i sanitariuszek z batalionu „Parasol”.
Po wojnie jego matka z pomocą sanitariuszek PCK odnalazła ciało Witolda podczas ekshumacji żołnierzy powstania na Górnym Czerniakowie. Sama pod osłoną nocy przewiozła jego ciało na Powązki i pochowała przy murze cmentarnym. Dopiero kilka lat później jego zwłoki przeniesiono do kwatery żołnierzy i sanitariuszek z batalionu „Parasol” (kwatera A24-10-24).
Jego wojennym losom poświęcone są książki Zbigniewa Wróblewskiego Bakwiri z ulicy Leszno i Z jednego domu, w której są jednak liczne błędy rzeczowe, w tym również mit o tym jakoby rodzina Witolda zginęła już w 1939 r.
Patron Sali Małego Powstańca w Muzeum Powstania Warszawskiego.

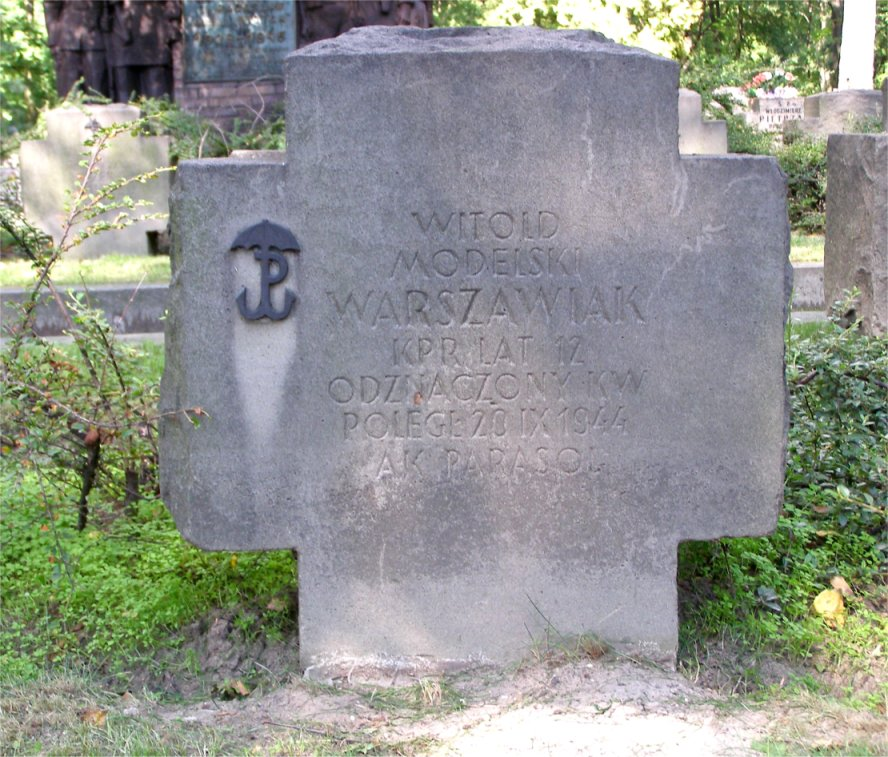
Grób Witolda Modelskiego na Cmentarzu Wojskowym na Powązkach w Warszawie